# Zło pod podłogą
Zło pod podłogą (tytuł oryg. A Crack in the Floor) – amerykański filmowy horror z roku 2000, wyreżyserowany przez Seana Staneka i Corbina Timbrooka do scenariusza autorstwa Staneka (a pomysłu obydwu).
Poza granicami Stanów Zjednoczonych film minął się z premierą kinową. Znacznie większe sukcesy odnosił na rynku użytku domowego. W USA dystrybucją DVD filmu zajęło się Norris Johnson Productions oraz Odyssey Video. W Polsce film wyemitowała telewizja – stacja TVN Siedem (w ramach pasma „Wieczór strachu”), 7 maja 2009 roku o godzinie 23:25.

## Obsada
- Mario López – Lehman
- Gary Busey – Tyler Trout
- Bo Hopkins – szeryf Talmidge
- Rance Howard – Floyd Fryed
- Daisy McCrackin – Heidi
- Justine Priestley – Kate
- Bentley Mitchum – Johnny
- Francesca Orsi – Sunny
- Jason Oliver – Billy
- Stephen Saux – zastępca szeryfa Kevin Gordon
- Tracy Scoggins – matka Jeremiaha
- Roger Hewlett – Jeremiah Hill

## Opis fabuły
Jeremiah Hill mieszka w ubóstwie od trzydziestu trzech lat. Rezyduje w górskiej chacie, nie utrzymuje z nikim kontaktu. W przeszłości był świadkiem gwałtu i morderstwa dokonanego na swojej matce. Teraz jest w stanie zabić każdego, kto przekroczy teren jego posesji. Przekonuje się o tym sześciu studentów z Los Angeles, którzy przybywają na malowniczą prowincję, by się zrelaksować. Na własne nieszczęście, trafiają do chaty Jeremiaha.